# Виноградов Віталій Григорович
Виноградов Віталій Григорович(VitaliV) — радянський та британський художник, основоположник стилю «схематизм».

## Біографія
Народився у 1957 році в Одесі. Закінчив Одеське морехідне училище.
В 1979 році переїхав до Ленінграда, де в 1983 році вступив до Ленінградської академії мистецтв на відділення скульптури.
У 1989 році деякий час жив у легендарному андеграундному артсквоті в мансардах «Аптека Пеля» у Ленінграді.
У 1989 році як студент з обміну переїхав до Великобританії, де отримав стипендію в Коледжі мистецтв Норвічського університету.
Здобувши ступінь у коледжі, брав участь у низці виставок живопису та скульптури, після чого у 1993 році Віталій заснував артспільноту, яка стала відома як «Банк», оскільки вона базувалася в колишній будівлі Barclays Bank у Хокстоні.
Це став новаторський центр мультимедійних мистецтв, де він провів серію фестивалів короткометражних фільмів, організовував виставки концептуального мистецтва, скульптурні шоу (зокрема монументальні скульптури), відеоінсталяції та демонстрував роботи, створені у цифрових медіаформатах.
Створив свій власний художній стиль, нині відомий, як «схематизм», змістом якого є прості геометричні візерунки — кола та лінії, з'єднані під кутом 45°. 
У 2000-х роках Віталій зайнявся дизайном та декоративно-ужитковим мистецтвом, застосовуючи принципи «схематизму» в різних галузях та експериментуючи з посудом, а саме — фарфором, дизайнерським одягом, аксесуарами та меблями, а також ювелірними виробами.
На думку видання ArtRabbit, «його практика є одночасно ексцентричною та технологічно інноваційною, що складається з ряду лайтбоксів, рельєфів з лазерною різкою з ЧПУ, алюмінієвих та акрилових смол та 3D-плівки».
З 2007 року працює у своїх студіях у Великій Британії, Італії та Росії.
У 2008 році запустив спільний проєкт Digital Butterfly з художником Піно Сіньоретто у Мурано, Венеція.
Випустив кілька модних колекцій одягу, які представив на Французькому тижні моди у 2008 році та Лондонському тижні моди у 2009 році.
Картини художника зберігаються у музеях та приватних колекціях по всьому світу. Дві картини Виноградова («Монолог» і «Падіння» 1989 р.) зберігаються в Музеї мистецтва Санкт-Петербурга XX-XXI століть.
У 2009 році на виставці в Maverick Showroom у Шордичі одну з картин Виноградова придбав актор Мікі Рурк.

## Виставки
- 2021 "A premonition of the Future", Державний Російський музей, Санкт-Петербург.[8] [9] [10]
- 2019 Art Show, Old Brompton Gallery.
- 2018 "Digital Porcelain Collections", Old Brompton Gallery.
- 2014-2015 «Jewellery collections for ZBird (China)»
- 2013 "The Dinner is served", Державний Російський музей, Санкт-Петербург.
- 2011 The Fourth Moscow Biennale of contemporary art, Фабрика, Москва.
- 2011 "VideoAkt", International Biennale, Барселона.
- 2011 «Infame», Форман's Smokehouse gallery, Лондон.
- 2010 "Digital life", Salon Gallery, Лондон. [11]
- 2009 "Moda, Picture, Style", Державний Російський музей, Санкт-Петербург.
- 2008 "Digital Butterfly by Pino Signoretto", Мурано. [12]
- 2007 «Digital metamorphosis», Державний Російський музей, Санкт-Петербург.
- 2006 "Digital art", Sands Expo, Лас-Вегас.
- 2000 Cook-art, Islington Design Centre, Лондон.
- 1999 "S.Rossine & VitalyV", New Burlington gallery, Лондон.
- 1999 "Three tons of food", Bank, Лондон.
- 1999 "Temporary radio", Radio Suisse, Женева.
- 1996 "Africa, Kostroma, VitalyV", Російський етнографічний музей, Санкт-Петербург.
- 1995 Three artists, Albemarle Gallery, Лондон.
- 1995 "Fragments", Merts Contemporary Gallery, Лондон.
- 1994 "A4 gallery", Flash art magazine, Лондон.
- 1994 "Real size of Fuji", Flash art magazine, Лондон.

## Галерея

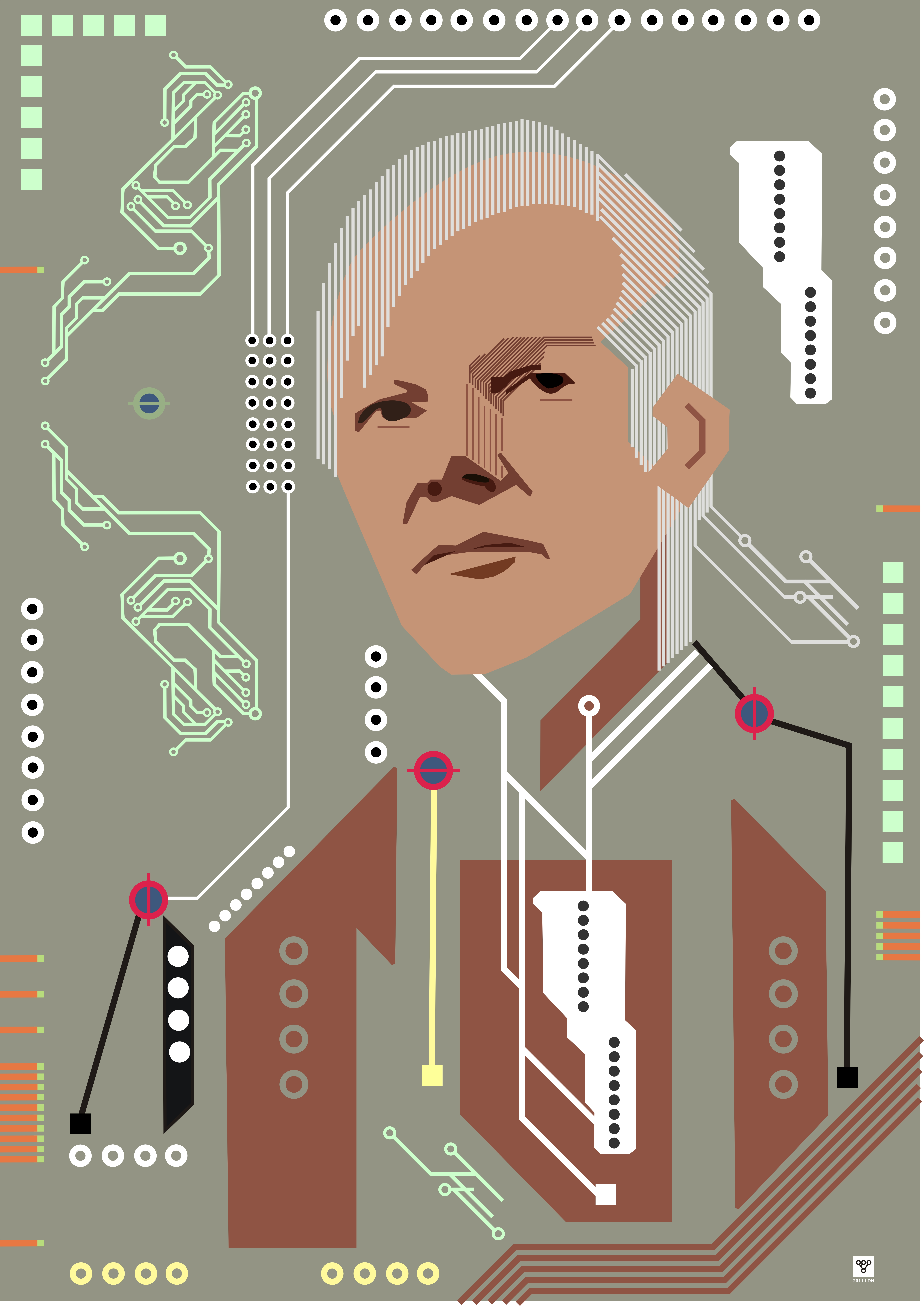
Джуліан Ассанж
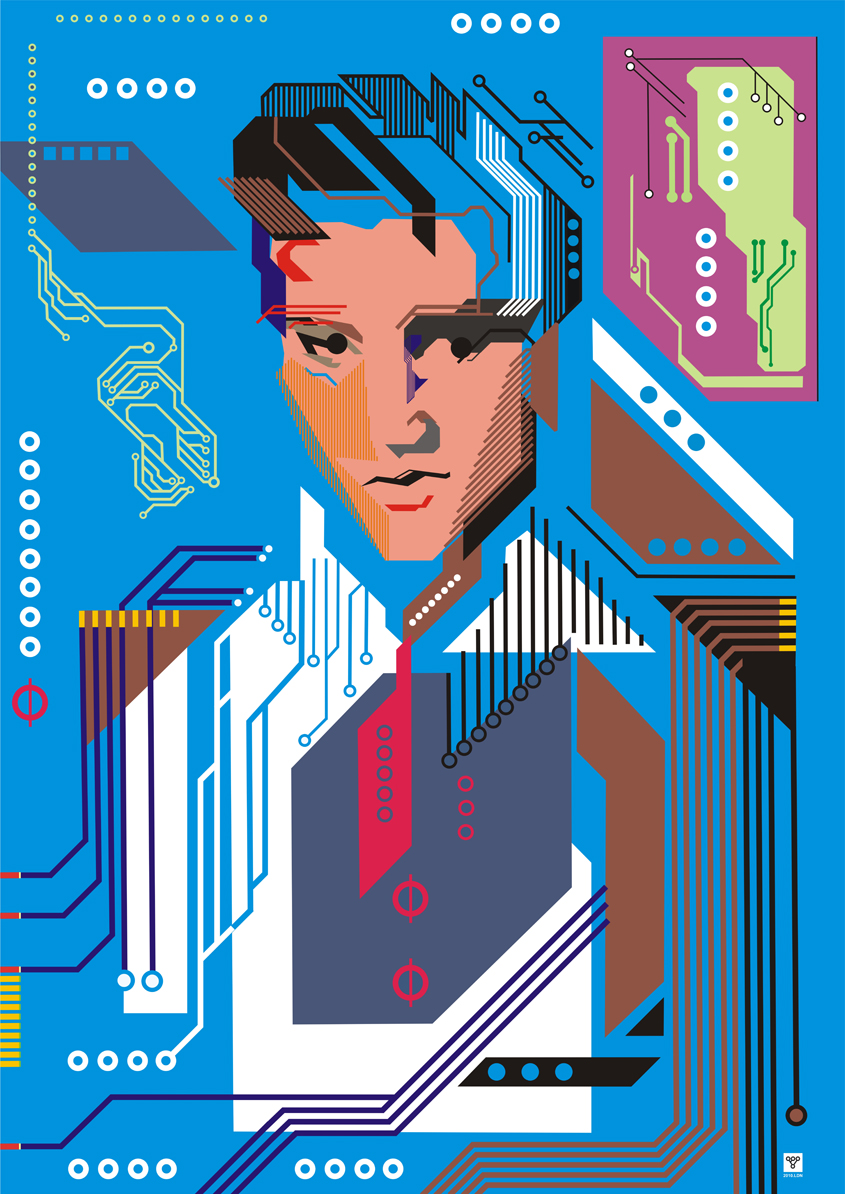
Елвіс Преслі